# Capitol Christian Music Group
Capitol Christian Music Group (Capitol CMG) (antes conocido como EMI Christian Music Group) es una compañía discográfica estadounidense que, desde 2013, está bajo el control de Universal Music Group. Está ubicada en Nashville, Tennessee. La compañía se centra en música cristiana/góspel.
Capitol CMG es una compañía cuyos activos incluyen sellos como Sparrow Records y ForeFront Records, así como también compañías de distribución de la industria y compañía editoriales.
Capitol CMG incluye artistas como Chris Tomlin, TobyMac, Amy Grant, Michael W. Smith, CeCe Winans, Hillsong United y NF.

## Historia
La compañía fue fundada por Billy Ray Hearn en febrero de 1976 como Sparrow Records. Sparrow fue adquirida por EMI en 1992. Anteriormente conocida como EMI Christian Music Group, Capitol CMG es una división de Capitol Music Group, el cual es ahora parte de Universal Music Group. Con los años, la empresa ha pasado de ser una disquera independiente de música familiar a ser un negocio multifacético que incluye Capiol CMG Label Group (Sparrow Records, ForeFont Records, sixstepsrecords, Hillsong y Credential Recordings), Capitol CMG Publishing, Motown Gospel, Bethel Music y Capitol Christian Distribution.
La lista de la compañía incluye nombres en las comunidades cristiana y evangélica, entre ellos Amy Grant, Jeremy Camp, Michael W. Smith, Hillsong United, Smokie Norful, Tye Tribbett, Britt Nicole, David Crowder, Newsboys, Matt Redman, Tasha Cobbs Leonard, Sheri Jones-Moffett, Colton Dixon, Mandisa, Paul Porter, Matthew West, NF, Kari Jobe y Social Club Misfits.